# Игра Рамма — Цукерника

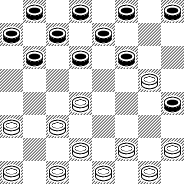
Табия дебюта

Игра Рамма — Цукерника — дебют в русских шашках. Табия дебюта возникает после ходов
1.cd4 fg5 2.gf4 gf6 3.bс3 gh4 4.fg5 h:f4 5. e:g5.
Характерный для дебюта выпад белых на g5 с целью контроля поля h6.

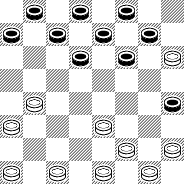
середина игры в дебюте

Одна из часто встречающихся миттельшпильных позиций дебюта 5… hg7 6.gh6 dc5 7.de3 cd6 8.cb4 ba5 9.d:b6 a:c7
Названа по имени ленинградских мастеров, проанализировавших это начало: Льва (Леона) Моисеевича Рамма и Эдуарда Григорьевича Цукерника.